# King of the Nordic Twilight
King of the Nordic Twilight — дебютный сольный студийный альбом итальянского гитариста-виртуоза Луки Турилли, вышедший 24 ноября 1999 года на лейбле Limb Music.

## Об альбоме
Дебютная пластинка гитариста итальянской рок-группы Rhapsody Луки Турилли представляла собой сочетание спид-метала и пауэр-метала, характерных для Helloween, а также элементов средневековой и фольклорной музыки. Помимо традиционных для рок-музыки гитар и барабанов, в записи альбома принял участие полноценный хор, оперные певцы, а также классические музыканты из состава симфонического оркестра.
В немецком журнале Rock Hard альбом получил оценку 8 из 10. Франк Троян назвал пластинку настоящим подарком для любителей экспериментов, отметив, что Лука Турилли сумел успешно совместить два разных музыкальных стиля: традиционный метал и классическую музыку. На сайте Metal.de King of the Nordic Twilight признали лучшей работой Луки Турилли, выделив его работу с оркестром, а также виртуозные гитарные соло.

## Список композиций
1. To Magic Horizons — 01:21
2. Black Dragon — 05:04
3. Legend of Steel — 05:21
4. Lord of the Winter Snow — 06:05
5. Princess Aurora — 03:47
6. The Ancient Forest of Elves — 04:43
7. Knight Of Immortal Fire — 05:22
8. Throne of Ice — 01:51
9. Where Heroes Lie — 04:24
10. Warrior’s Pride — 03:47
11. Kings of the Nordic Twilight — 11:37
12. Sofðu unga ástin mín — 02:12[9]

## Участники записи
- Лука Турилли — соло-гитара, дополнительные клавишные
- Олаф Хайер — вокал
- Саша Паэт — бас, акустическая и дополнительная гитары
- Миро — клавишные, вокал, цимбалы, фортепиано
- Роберт Хунеке-Риццо — ударные, вокал

### Приглашённые музыканты
Хор
- Соня Паллаш
- Хайдрун Брокхофф
- Розина Эррера-Сицилия
- Эвальд Байершмидт
- Георг Михалинов
- Карл-Хайнц Кинцель
- Ясинский
- Энрике Охманн
- Раннвейг Сиф Сигурдардоттир
- Томас Реттке
- Чинция Хунеке-Риццо
- Кирстен Метцинг

Музыканты
- Маттиас Бромманн — скрипка
- Аннет Берриман — флейта
- Беттина Джриг — виола
- Лорд Джеймс Дэвид — рассказчик